# کانی صنعتی
کانی‌های صنعتی (انگلیسی: Industrial minerals) موادی زمین‌شناختی هستند که به دلیل ارزش تجاری خود استخراج می‌شوند. ویژگی کانی‌های صنعتی این است که سوخت (کانی‌های سوختی یا سوخت فسیلی) و همچنین منبع فلز (کانی‌های فلزی) نیستند، اما بر اساس خواص فیزیکی و/یا شیمیایی در صنایع مورد استفاده قرار می‌گیرند. این کانی‌ها در حالت طبیعی خود یا پس از کانه‌آرایی، چه به عنوان مواد اولیه و چه به عنوان افزودنی در طیف وسیعی از کاربردها به‌کار می‌روند.

## نمونه‌ها و کاربردها
نمونه‌های رایج سنگ‌ها و کانی‌های صنعتی عبارتند از: سنگ آهک، رس، ماسه، شن، خاک دیاتومه، کائولینیت، بنتونیت، دی‌اکسید سیلیسیم، باریتین، سنگ گچ و طلق.
چند نمونه از کاربردهای کانی‌های صنعتی عبارت است از: ساخت‌وساز، سرامیک‌ها، رنگ نقاشی، الکترونیک، صافش، پلاستیک، شیشه، مواد شوینده و کاغذ.
در برخی موارد، حتی کانی‌های با منشأ زیستی (پوده) و محصولات صنعتی یا فرعی (سیمان، سرباره، فیوم سیلیکا) نیز در دسته کانی‌های صنعتی طبقه‌بندی می‌شوند. همچنین ترکیبات فلزی که عمدتاً به شکل غیرفلزی مورد استفاده قرار می‌گیرند (به عنوان مثال، بیشتر تیتانیوم به عنوان اکسید TiO2 به جای فلز تیتانیوم استفاده می‌شود)، نیز گاهی جزء کانی‌های صنعتی به‌شمار می‌روند.
ارزیابی مواد خام برای تعیین مناسب بودن آن‌ها برای استفاده به عنوان کانی‌های صنعتی نیاز به آزمایش فنی، آزمایش‌های فرآوری مواد معدنی و ارزیابی محصول نهایی دارد.

## فهرست کانی‌های صنعتی
- سنگدانه‌ها
- آلونیت
- پنبه نسوز
- آسفالت، طبیعی
- بال کلی‌ها
- باریتین
- بنتونیت[۲] / خاک دیاتومه[۳] / Fuller's earth
- سدیم متابورات
- آب‌نمک‌ها
- کربناتیت
- کرندوم
- الماس
- Dimension stone
- فلدسپات و نفلین - سینیت
- فلئوریت
- نارسنگ
- کانی گوهرسنگ
- گرانیت
- گرافیت
- سنگ گچ
- سنگ نمک
- کائولینیت
- کیانیت / سیلیمانیت / آندالوزیت
- سنگ آهک / دولومیت
- سنگ مرمر
- میکا
- میرابیلیت
- ناترون
- ناهکولیت
- نواکولیت
- الیوین[۴]
- پرلایت[۵]
- فسفات
- کانی‌های پتاس –پتاسیم
- سنگ پا[۶][۷]
- کوارتز
- سنگ لوح[۸]
- دی‌اکسید سیلیسیم ماسه / Tripoli
- گوگرد
- طلق
- ورمیکولیت
- ولاستونیت
- زئولیت